# Antena de Oro 1965
La III Edició dels Premis Antena de Oro, concedits per l'Agrupació Sindical de Ràdio i Televisió en un acte presidit per l'aleshores ministre Manuel Fraga Iribarne i el secretari general José Solís Ruiz a la Feria del Campo el 14 de desembre de 1965, però corresponents a l'any 1964, va guardonar:

## Ràdio
- José Luis Echarri
- Carlos María Franco
- Basilio Gassent
- Ángel de Echenique
- María Begoña Calvo
- Juan Manuel Soriano Ruiz
- Matilde Conesa
- Carlos Lasheras
- José Salgado Oro,
- Remedios de la Peña
- Antonio Ramírez Ángel

## Televisió
- Antonio Calvo
- Miguel Pérez Calderón
- Miguel Ors
- Ricardo Fernández de la Torre
- José Luis Barcelona
- Isabel Bauza
- Antonio Moreno
- Amparo Baró
- Antonio del Olmo
- Agustín Garila Mateos
- Ramón Diez

## Especials
- Raúl Matas Esteban
- Ignacio Mateos
- Eduardo Sancho
- José Couceiro